# 앤더슨 (텍사스주)

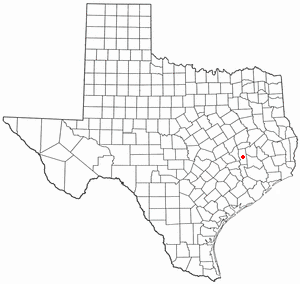

앤더슨(Anderson)은 미국 텍사스주 그라임스군의 도시이자 군청 소재지이다. 2020년 미국 인구 조사 기준으로 인구 수는 193명이다. 이 마을과 주변 지역은 미국 국립사적지에 "앤더슨 역사지구"(Anderson Historic District)라는 지명으로 등재되어 있다.

## 인구
| 인구조사                                         | 인구 | Note | %±     |
| ------------------------------------------------ | ---- | ---- | ------ |
| 1990년                                           | 370  |      | —      |
| 2000년                                           | 257  |      | −30.5% |
| 2010년                                           | 222  |      | −13.6% |
| 2020년                                           | 193  |      | −13.1% |
| U.S. Decennial Census 1990 data from TSHA Online |      |      |        |